# Cape Descent
Das Cape Descent (von englisch descent ‚Gefälle, Abhang‘) ist ein Kap an der Ingrid-Christensen-Küste des ostantarktischen Prinzessin-Elisabeth-Lands. Es liegt unmittelbar südlich der Mather-Halbinsel. Ihm südwestlich vorgelagert ist Pchelka Island in der Gruppe der Rauer-Inseln. Das Kap besteht aus einer Gruppe von drei Hügeln, die von Moränen flankiert werden. Hier 1976 entnommene Gesteinsproben wiesen ein Alter von über 3,4 Milliarden Jahre auf.
Australische Wissenschaftler benannten das Kap. Namensgebend war ein 1992 durchgeführter Erkundungsmarsch, der an den steilen vereisten Flanken des Kaps im Norden bzw. Westen endete.